# Cunina octonaria
Cunina octonaria är en nässeldjursart som beskrevs av Edward McCrady 1857. Cunina octonaria ingår i släktet Cunina och familjen Cuninidae. Inga underarter finns listade i Catalogue of Life.

## Bildgalleri

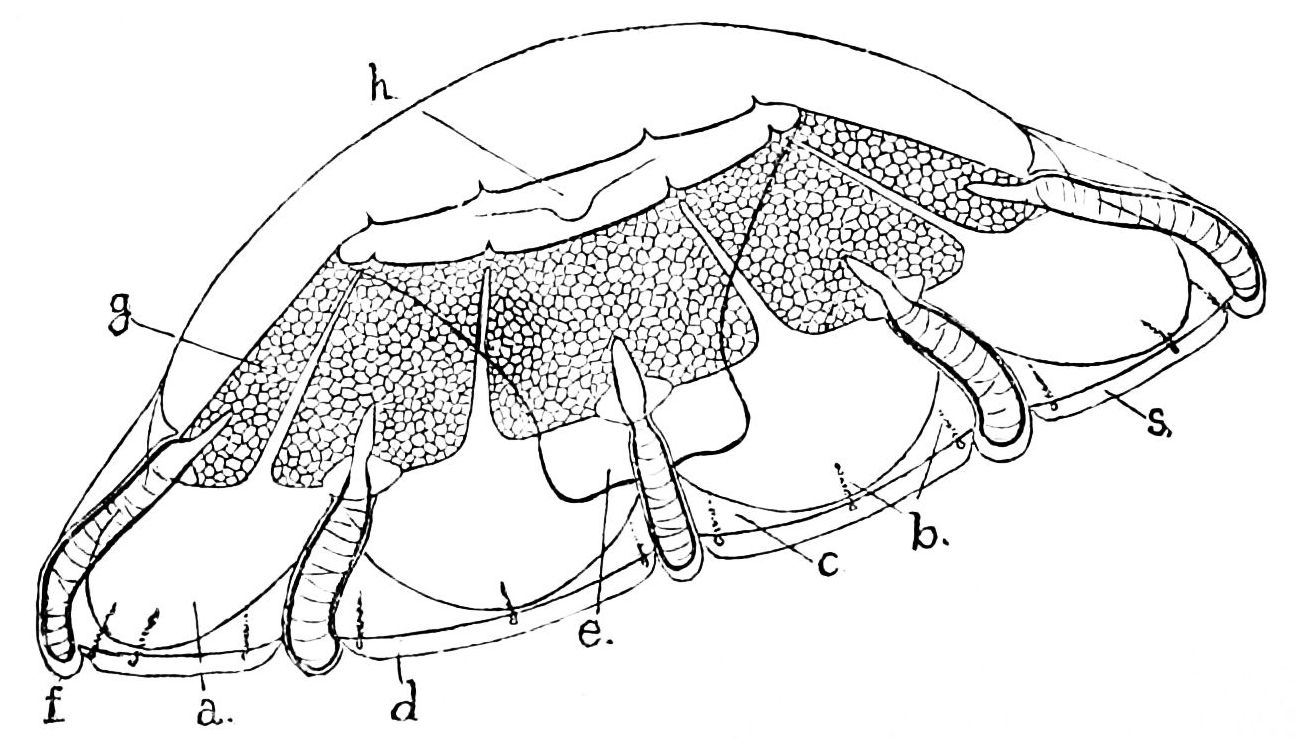
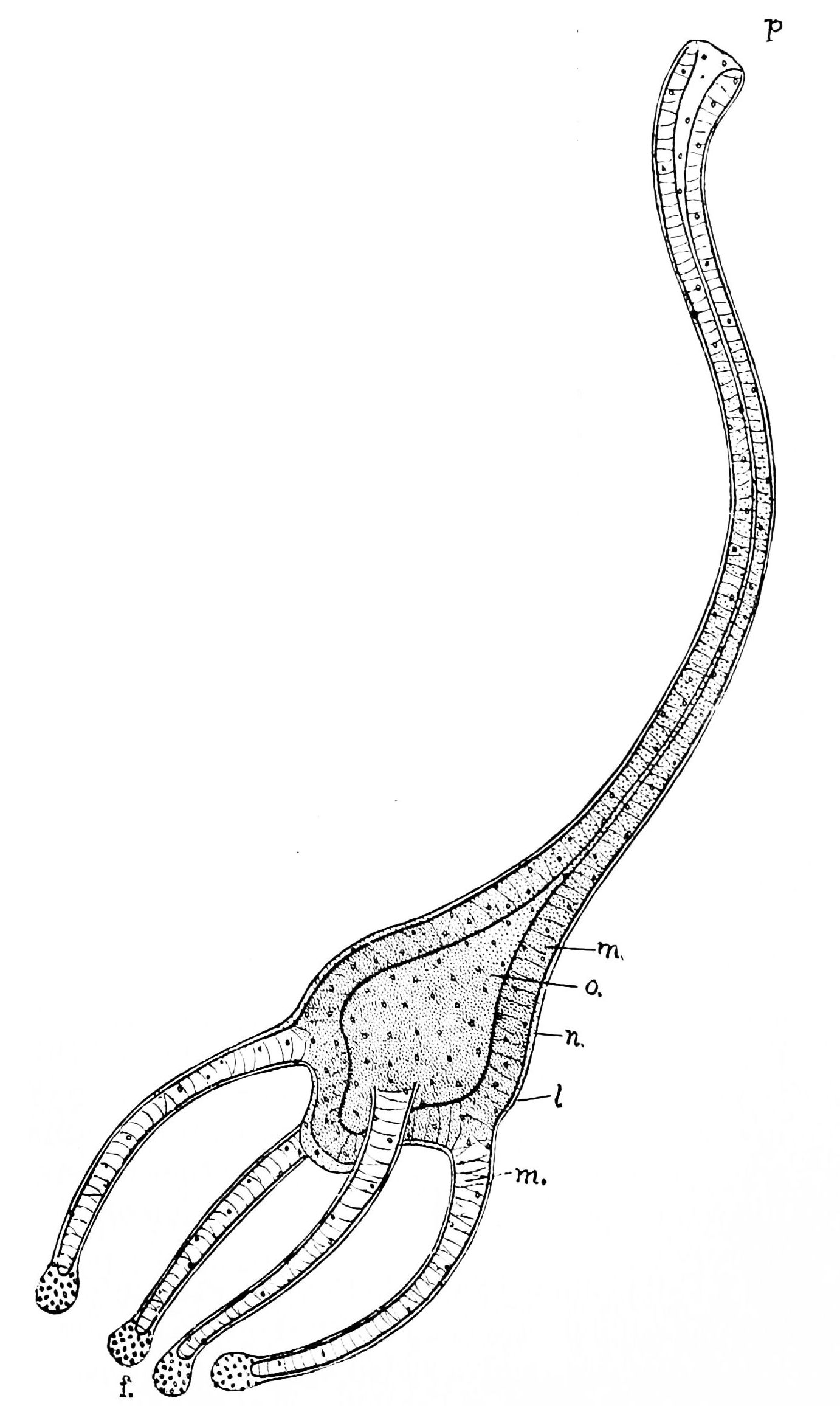
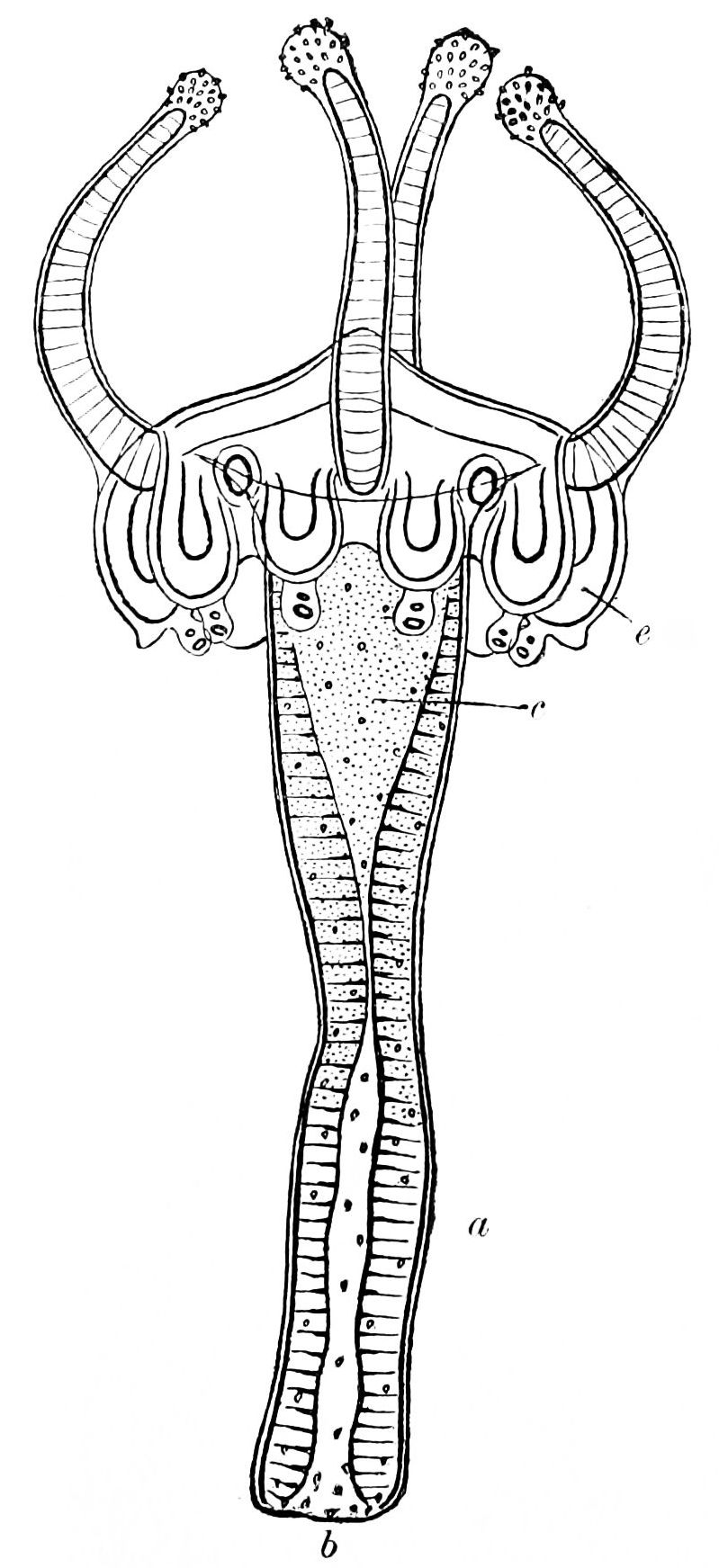